# Bubble Studios
Bubble Studios — российская кинокомпания, берущая начало от Bubble Comics — крупнейшего издательства оригинальных комиксов в России. Bubble Studios была создана журналистом Артёмом Габреляновым, основателем Bubble Comics, в 2015 году. Первыми проектами в списке студии стали трейлер комикс-кроссовера «Время Ворона», выпущенного в 2015 году, и короткометражный фильм «Майор Гром», премьера которого состоялась 11 февраля 2017 года на немецком кинофестивале Берлинале. Режиссёром обеих кинолент выступил Владимир Беседин, ранее снимавший развлекательную сатирическую программу «Шоу Гаффи Гафа» на YouTube. На основе успеха короткометражки о майоре Игоре Громе в компании было принято решение начать процесс разработки первой полнометражной экранизации, которой стал фильм «Майор Гром: Чумной Доктор», вышедший в апреле 2021 года. Он был снят уже другим человеком — режиссёром Олегом Трофимом, известным по фильму «Лёд».
Артём Габрелянов неоднократно заявлял, что всегда хотел снимать фильмы, однако решил начать свой бизнес с издания оригинальных российских комиксов, став в 2011 году главным редактором собственного издательства. С 1 октября 2015 года на посту главного редактора Габрелянова сменил Роман Котков, работавший в Bubble Comics с 2014 года в качестве выпускающего редактора. Сам же Габрелянов совместно с режиссёром Владимиром Бесединым и композитором Романом Селиверстовым основал киноподразделение Bubble Studios и начал активно заниматься созданием фильмов по мотивам комиксов своего издательства. В качестве ориентира при создании компании выступил опыт Marvel Comics, которая специально для экранизации собственных комиксов основала Marvel Studios. Bubble создала своё киноподразделение, а также решила, что действия всех экранизаций собственных комиксов будут проходить в одной общей вымышленной вселенной.
Фильмы Bubble Studios получили положительные отзывы как российских кинокритиков, так и зарубежных. Несмотря на то, что полнометражный дебют компании в лице фильма «Майор Гром: Чумной Доктор» слабо выступил в прокате, фильм хорошо показал себя на онлайн-платформах Netflix и «Кинопоиск», где после выхода попал в лидеры по количеству просмотров. Как следствие, в Bubble Studios было решено выпускать свою продукцию на стриминговых онлайн-кинотеатрах, а не в кинопрокате. Фильм «Гром: Трудное детство», приквел «Чумного Доктора», стал первым проектом Bubble Studios, выпущенным сразу онлайн. В 2023 году в разработке находится сериал «Фурия» по мотивам комиксов «Красная Фурия» о воровке и спецагенте Нике Чайкиной. Эта адаптация, как и предыдущая, создаётся при поддержке «Кинопоиска» и планируется к выходу на одноимённом онлайн-кинотеатре компании.

## История

### Предпосылки и основание студии (2015)

#### Предыстория
Я работал много в глянце, в новостных ресурсах. При этом пытался поступить на режиссёрские курсы, но меня не приняли. На самом деле я очень благодарен этому факту, потому что смог заняться практически тем же самым, чем и хотел заниматься — снимать фильмы, только в комикс-формате. <…> Мы начинали потихоньку — с юмористического журнала, затем решили уйти в сторону классической американской схемы — герой и его история. Начали с четырёх комиксов, затем добавили ещё два, и вот, теперь фильм.
Издательство Bubble Comics, материнская компания Bubble Studios, было основано в 2011 году Артёмом Габреляновым, сыном советского и российского журналиста Арама Габрелянова, в качестве подразделения News Media. Артём хотел работать в кинематографе и чтобы стать профессиональным режиссёром решил получить второе высшее образование во ВГИКе, однако поступить ему не удалось. Габрелянов не оставил идею заниматься созданием собственных историй и переключился на создание комиксов. Он выбрал комиксы, так как они, по его словам, давали простор для творчества и не требовали больших финансовых вложений. В том же году начал издаваться журнал Bubble, в котором публиковались сатирические комиксы. Журнал не завоевал популярности и выходил меньше года, после чего Габрелянов решил выпускать приключенческие комиксы вместо сатирических и приступил к разработке архетипичных сюжетов: детектив про полицейского, мистический боевик и т. п., которые преобразовались в первые четыре проекта издательства — серии «Бесобой», «Майор Гром», «Инок» и «Красная Фурия».
Габрелянов признавался, что планы по созданию киноадаптации комиксов были у Bubble с момента основания издательства. Через несколько лет после основания Bubble Comics, завоевавшего лидирующие позиции в комикс-индустрии России, в компании начали разработку первой экранизации по собственным комиксам. По словам Габрелянова, ему поступали предложения на съёмки экранизации от различных кинокомпаний, но Bubble посчитали нужным экранизировать комиксы самостоятельно, объясняя это полной творческой свободой. Ориентиром стал опыт Marvel Comics: до создания собственной киностудии Marvel продавала лицензии на своих персонажей сторонним кинокомпаниям, однако впоследствии они решили заниматься созданием фильмов собственноручно, основав Marvel Studios. Концепция Кинематографической вселенной Marvel и Расширенной вселенной DC, позволяющая собрать героев отдельных фильмов в один кинокроссовер, понравилась Габрелянову; было решено следовать такому же формату. В Bubble последовали их примеру и занялись основанием собственного киноподразделения, Bubble Studios, на которое ложилась ответственность за создание фильмов по комиксам издательства.

#### Основание киностудии

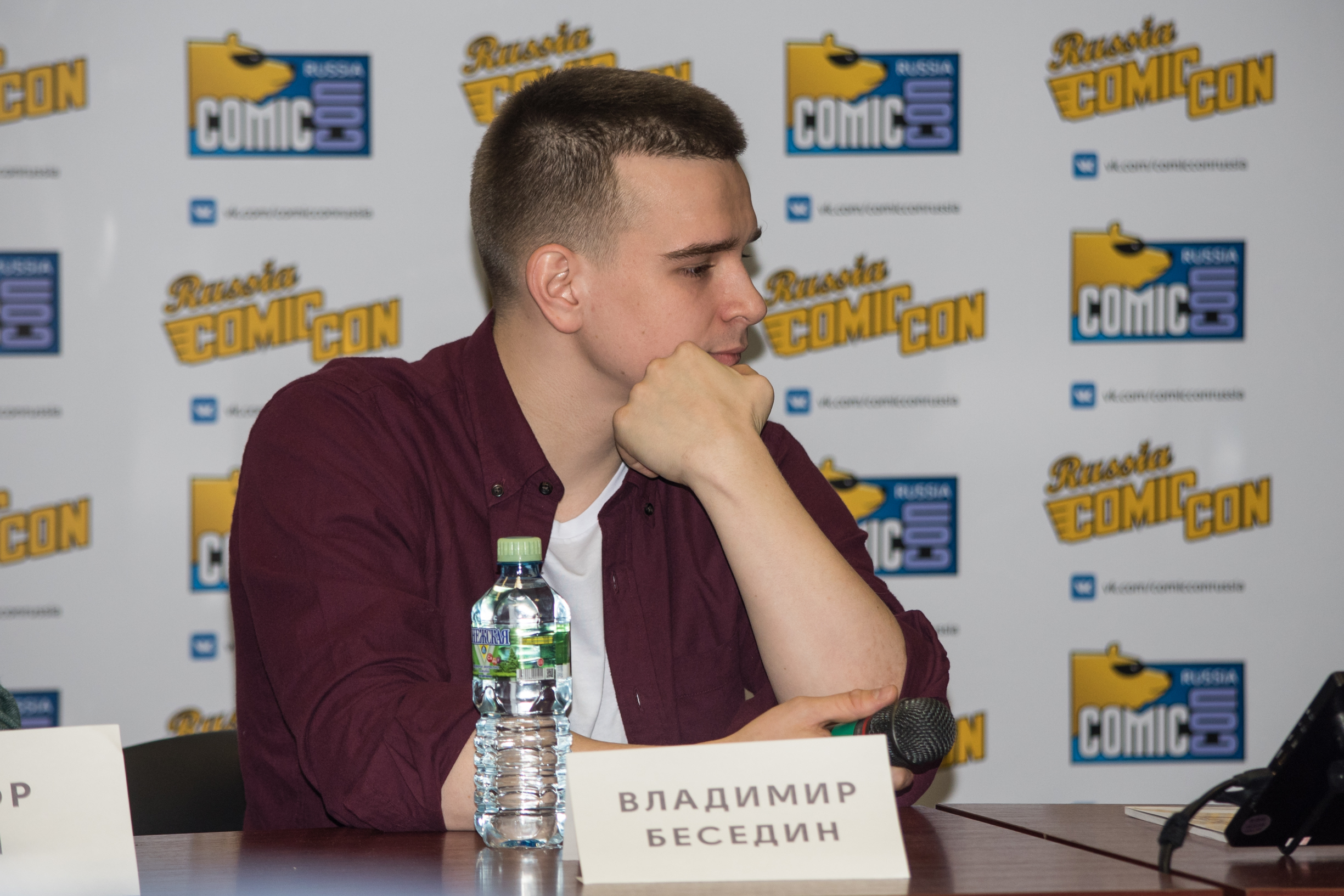
Владимир Беседин, режиссёр короткометражного «Майора Грома» и изначальный глава Bubble Studios.

Идея создания киностудии появилась у Габрелянова после совместной работы с питерским режиссёром Владимиром Бесединым, с которым он познакомился в 2012 году, и композитором Романом Селиверстовым над сторонними от издательства проектами. По его словам, он принял это решение увидев клип на песню группы IOWA, срежиссированный Бесединым. До работы с Габреляновым Беседин занимался съёмками юмористическо-сатирического проекта «Шоу Гаффи Гафа», выходившем на видеохостинге YouTube. В нём авторы шутили на остросоциальные темы, заворачивая их в обложку детской образовательной передачи. Беседин режиссировал музыкальные видео на песни таких групп, как вышеупомянутая IOWA, а также «Те100стерон», и занимался съёмками рекламных роликов. После принятия решения о создании киноподразделения, Владимир Беседин стал главой Bubble Studios и собрал команду из людей, с которыми работал над своими прошлыми проектами. Роман Селиверстов ранее работал рекорд-продюсером с лейблами звукозаписи Sony BMG, Universal Music Group, Warner Music Group, музыкантами Fools Garden, Дилан Моран, Анита Цой, Ёлка и другими, а также с российскими телеканалами. После основания киноподразделения стал главой музыкального отдела Bubble Studios.
Первым плодом их сотрудничества в рамках Bubble Studios стал двухминутный промо-ролик для кроссовер-серии «Время Ворона», повествующей об объединении главных героев комиксов Bubble — майора Грома, Красной Фурии, Инока и Бесобоя — в противостоянии восставшему из мёртвых богу лжи и обмана Кутху, чей образ был основан на одноимённом персонаже ительменской мифологии — воплощении духа ворона. Ролик был продемонстрирован публике 5 октября 2015 года на Comic-Con Russia, где и было анонсировано создание Bubble Studios и съёмки экранизации «Майора Грома». Режиссёром тизера стал Владимир Беседин, будущий режиссёр короткометражного фильма «Майор Гром». Это был не первый раз, когда Беседину довелось снимать игровой трейлер по комиксам издательства — до этого он снял промо-ролик к кроссоверу «Инок против Бесобоя».

### «Майор Гром». Создание первого проекта (2016—2017)
Основав студию, авторы начали обсуждать, какой комикс первым получит экранизацию. Выбор пал на «Майора Грома», по причине приземлённости сюжета, не требующей больших затрат на масштабные спецэффекты, в сравнении с, например, «Бесобоем». В Bubble Studios не спешили со съёмками полнометражных фильмов — Габрелянов с Бесединым хотели опробовать силы съёмочной команды в коротком метре. Изначальный сценарий предусматривал хронометраж в семь минут, однако в конечном итоге «разросся» до 28 минут. После анонса фильма большая часть деталей о нём держалась в секрете, в частности актёрский состав. Первые подробности были оглашены в октябре 2016 года на Comic-Con Russia, вместе с демонстрацией трейлера. Премьера состоялась в феврале 2017 года на Берлинском международном кинофестивале в рамках европейского кинорынка. Для широкого круга зрителей премьера состоялась 21 февраля 2017 года на YouTube-канале издательства. Фильм повествует об опытном сотруднике полиции из Санкт-Петербурга, майоре Игоре Громе, пытающемся остановить ограбление банка, спасти заложников и задержать банду из трёх вооружённых грабителей, чьи лица скрыты под масками хоккеистов из популярного советского мультфильма «Шайбу! Шайбу!».
Ответственными за сценарий картины стали режиссёр короткометражки Владимир Беседин и Артём Габрелянов. Во время кастинга рассматривались только кандидатуры актёров без большого количества сыгранных ролей и известности. Габрелянов объяснил это тем, что, по его мнению популярность актёра мешает зрителю абстрагироваться от предыдущих ролей. В конечном итоге главную роль получил Александр Горбатов, в фильмографию которого до этого входили только телесериалы. Съёмочный процесс «Майора Грома» начался в августе 2016 года в Санкт-Петербурге и длился месяц. В рамках своей киновселенной авторы полностью переработали внешний вид полиции: от формы до дизайна служебных машин, для которых были использованы автомобили марки Audi. Переработан и внешний вид Петербурга — Беседин назвал причиной этого желание показать Санкт-Петербург как красивый европейский город, а не «дождливый и депрессивный», каковым авторы видят его в других произведениях. Специально для фильма композитор Роман Селиверстов записал две песни на английском языке: «Move Like a Devil» и «It Might Be Better», которые сочинялись конкретно под определённые сцены уже при готовом монтаже. Запись материала продлилась около месяца, а в январе и до середины февраля 2017 года прошёл процесс сведения саундтрека фильма.
Дебютный проект Bubble Studios, в большинстве своём, вызвал положительную реакцию от кинокритиков. Среди удавшихся элементов фильма журналисты называли экшен, постановку боевых сцен и трюков, хотя и отмечали, что на их фоне только сильнее бросаются в глаза недостатки: ходульный сюжет, клишированные диалоги и неудачные шутки. Большей части обозревателей пришлась по душе актёрская игра Александра Горбатова, исполнившего роль Игоря Грома, но игра актёров, исполняющих «хоккеистов»-грабителей, получила в основном негативные отзывы. Отмечали критики и попытки создателей копировать приёмы Голливуда и в целом западного кинематографа, что, в том числе, выражалось отсутствием в саундтреке фильма песен на русском языке. Результаты, которые показал «Майор Гром» после своего выхода, удовлетворили его создателей, неоднократно заявлявших в прессе, что короткометражный фильм — пробный проект перед съёмками полнометражного фильма, за которым, в случае успеха, последуют экранизации и других серий комиксов Bubble. О начале работы над полнометражным «Майором Громом» объявили Габрелянов и Беседин 9 марта 2017 года на шоу «Вечерний Ургант», в рамках телевизионной премьеры короткометражки на «Первом канале».

#### Тизер полнометражного фильма и ориентированность на западную аудиторию
После релиза короткометражки, Bubble Studios планировала снимать полнометражный фильм с уклоном на западный рынок: привлечь к картине американских актёров, снимать фильм на английском языке и запустить его в международный прокат. В тизере проекта внешний вид Петербурга напоминает Нью-Йорк, а актёры на съёмках говорят на английском языке — их реплики были дублированы на русский. Город в тизере выглядит американизированным благодаря видению режиссёра Владимира Беседина. Всё это было обусловлено желанием заинтересовать иностранных инвесторов, для которых тизер, по большей части, и снимался. По утверждению создателей, короткометражка понравилась зрителям на Западе, и потому тизер снимался на английском языке для англоязычной аудитории. Как вспоминал Артём Габрелянов, иностранные продюсеры действительно заинтересовались проектом — с ними Bubble проводила встречи. Иностранные продюсеры настаивали на участии англоязычных актёров и глобальной «американизации» фильма для изменения его в угоду вкусам англоязычной аудитории — сменить Петербург на Нью-Йорк, а Игоря Грома переименовать в Гарри Тандера. Создатели фильма утверждают, что, хотя они и брали за основу декораций экстерьеры Петербурга, львиную долю окружения в тизере они возводили самостоятельно, в частности, остановки, вывески, киоски.
Тизер будущего фильма, получивший название «Майор Гром: Самолётики», был показан 30 сентября 2017 года на фестивале Comic-Con Russia. Главным героем тизера стал неусидчивый мальчик-скейтбордист по имени Макс в исполнении Олега Чугунова. Согласно сюжету, он смотрит ролик Чумного Доктора, проникается его идеями и присоединяется к флэшмобу, в котором все желающие выразить свой протест против коррупции во власти должны запустить бумажный самолётик из окна. Сам Игорь Гром появляется в ролике лишь со спины, мельком, у палатки с шавермой. После выхода, «Самолётики» получили определённый отклик в прессе. Александр Стрепетилов, редактор журнала «Мир фантастики», посчитал, что недостатком трейлера является избыток аллюзий на политическую обстановку в России и, в частности, что Чумной Доктор выглядит словно сатира на оппозиционного деятеля Алексея Навального (в комиксах Чумной Доктор был аллюзией на Павла Дурова). Популярный видеоблогер и кинообозреватель Евгений Баженов, известный как BadComedian, наоборот, счёл, что любые параллели в фильме с существующей действительностью — правильный ход студии: «Я в первом их [Bubble] фильме ни с кем себя не соотносил. А тут хоть понятно, что это современный мир, современные люди».
Габрелянов заявлял, что не пытался изобразить мальчика в качестве лица российской оппозиции, а хотел продемонстрировать определённый слой российского общества через призму жизни одного конкретного мальчика. Он также заявил, что не стоит судить о политической системе в вымышленной России из фильма по политической системе реальной России. В ответ на обвинения, что главный герой супергеройского фильма — «мент с ксивой», Габрелянов ответил, что супергерои DC Comics и Marvel Comics, Супермен и Капитан Америка, также работали на правительство, и что в этом факте самом по себе нет ничего зазорного. В конечном счёте в Bubble решили, что ориентированность на западную аудиторию противоречит их изначальной задумке. Они отказались от помощи иностранных продюсеров и стали снимать фильм в первую очередь для русскоязычной аудитории. Впоследствии тизер, как и короткометражка, были признаны неканоничными относительно событий полнометражного фильма.

### Перезапуск производства и новый состав студии (2018)
Изначально, над полнометражным «Майором Громом» должна была работать та же команда, что и над короткометражным, но во время разработки полнометражного фильма съёмочная команда погрязла в творческих разногласиях, мешающих сдвинуть дело с мёртвой точки. Творческой команде хотелось сделать больше акцент на повествовании, а режиссёру Владимиру Беседину и съёмочной группе — больше экшена. Первые недели работы над фильмом были крайне сложными, поскольку команда плохо понимала, за что браться в первую очередь. После нескольких «заморозок» производства была проведена перестановка кадров, воспринятая командой очень болезненно. Конфликты не переставали назревать, и проект снова заморозили, а команду пришлось полностью распустить. Владимир Беседин ушёл с поста режиссёра, а Александр Горбатов, исполнитель роли Грома в короткометражке, не вернулся к роли, так как не был заинтересован в проекте, активно спорил с командой фильма, а также выдвинул требование перенести съёмки на полтора года, что для команды было нереализуемо. Как следствие, в течение всего 2018 года новости о предстоящем фильме почти не появлялись: на Comic-Con Russia 2018 главный редактор издательства Bubble Роман Котков лишь отметил, что команде «требуется ещё немножко времени» и что производство картины не было отменено.
Делу помогло знакомство Габрелянова с продюсером Михаилом Китаевым, который заинтересовался фильмом и имел опыт работы в крупных проектах — он помогал налаживать связи, подбирать актёров, заниматься созданием декораций. Именно он уговорил занять пост режиссёра Олега Трофима, известного по фильму «Лёд»: сам Трофим хотел уехать в Нарьян-Мар, чтобы заниматься авторским кино и дистанцироваться от коммерческого. Режиссёр принял предложение Китаева только после трёх телефонных звонков. Смена постановщика была обусловлена в том числе и попыткой разрешить творческие конфликты. До этого Трофим не интересовался комиксами, но вник в комикс-культуру, когда начал работать над фильмом. Впервые Трофим увидел короткометражку по «Грому» на съёмках фильма «Лёд» вместе с исполнительным продюсером Михаилом Китаевым — обоим работа Bubble Studios понравилась. «Режиссер Владимир Беседин и его команда проделали большую работу, но она не вся сохранилась в итоге. В процессе работы изменился сам сюжет», — рассказывал в интервью Олег Трофим. Владимир Беседин в интервью изданию TJ также отмечал, что многое поменялось: «Сейчас фильм передан другой команде. Это будет совсем другое кино, но я верю, что у ребят всё получится и фильм будет по-своему хорош, ведь у руля остался Артём Габрелянов, человек, без которого этого всего просто бы не было».
Затем Китаев привлёк к проекту оператора Максима Жукова, известного по фильму «Спутник», а также много других членов команды. Наиболее долгим и трудным был поиск нового актёра на главную роль вместо Александра Горбатова. Этот процесс занял целый год: «И мы даже не представляли себе, что в России так сложно найти высокого красивого мужика с интеллектом в глазах» — такой комментарий дал сценарист и продюсер Роман Котков. На замену Горбатову планировалось взять Юрия Борисова, но случайно попавшаяся фотография актёра Тихона Жизневского в Инстаграме заставила студию пересмотреть свои планы — Жизневский был приглашён на кастинг, по итогам которого был утверждён на роль Грома. Для роли Жизневскому пришлось сбросить 10 килограмм и пройти серьёзную физическую подготовку, чтобы выглядеть атлетичнее — для этого он занимался с тренерами и в Москве, и в Санкт-Петербурге, а тренеры в обоих городах согласовывали между собой план тренировок. Жизневский ориентировался на Брэда Питта в фильме «Большой куш» — в нём у него сухое и мускулистое телосложение. Дмитрий Чеботарёв, другой актёр, участвовавший в фильме и давно знавший Жизневского, вспоминает, что он и многие другие знакомые Тихона никогда бы не подумали, что Жизневский сумеет хорошо подойти на персонажа типажа майора Грома, поскольку ему была чужда брутальность и его роли были, скорее, романтичного характера.

### «Майор Гром: Чумной Доктор». Первый полнометражный фильм (2019—2021)

Официальный постер фильма «Майор Гром: Чумной Доктор», первого полнометражного фильма Bubble Studios

22 апреля 2018 года было анонсировано, что фильм выйдет в октябре 2019 года. Поводом для объявления даты стала акция в поддержку мессенджера Telegram. После этого долгое время не было новой информации о фильме. Через два года после первого анонса, 5 октября 2019 года, на фестивале Comic-Con Russia было объявлено о продолжении работы над фильмом и продемонстрирован актёрский состав будущего фильма. Тогда же появилась информация, что значительные изменения претерпел и сценарий. Также стало известно, что стратегическим партнёром выступит «Яндекс», который после завершения показа фильма в кинотеатрах получит эксклюзивные права на его интернет-показ на платформе «Кинопоиск». В 2020 году на фестивале Comic-Con Russia был представлен первый трейлер фильма, а также состоялся анонс даты выхода — 8 апреля 2021 года, однако впоследствии премьеру перенесли на неделю раньше — на 1 апреля. Премьера «Майор Гром: Чумной Доктор» состоялась в Санкт-Петербурге 25 марта 2021 года. Онлайн-премьера состоялась 5 мая 2021 года в онлайн-кинотеатрах «Кинопоиск» и Netflix. 27 декабря состоялась премьера режиссёрской версии, в которую вошли вырезанные сцены. Сюжет картины рассказывает историю петербургского майора полиции Игоря Грома, который противостоит убийце-линчевателю в маске чумного доктора.
В связи с изменениями в творческой команде и переосмыслением сюжета полнометражного фильма во время создания, короткометражный «Майор Гром» и первый тизер-трейлер «Майор Гром: Самолётики» были признаны студией неканоничными относительно фильма «Майор Гром: Чумной Доктор» и последующих экранизаций. Сюжет ленты был основан на первой сюжетной арке оригинальных комиксов, повествующей о борьбе майора Грома с серийным убийцей, скрывающемся под образом чумного доктора. В начале производства было объявлено, что Bubble Studios планирует оставить примерно 80 % от сюжета оригинальных комиксов и добавить 20 % «нового контента». Финальный вариант сценария претерпел существенные изменения в сравнении с сюжетом оригинального комикса. После формирования новой творческой команды фильма основные съёмки проходили с сентября по декабрь 2019 года в Санкт-Петербурге. По словам создателей, над фильмом на протяжении 78 смен трудилась команда из более чем 250 человек, из них 50 смен проходили в Петербурге. Позднее, в октябре 2020 года, прошли небольшие досъёмки фильма в Москве. Автором саундтрека к фильму «Майор Гром: Чумной Доктор» снова стал композитор Роман Селиверстов. В фильме присутствуют как симфонические музыкальные темы, написанные Селиверствовым специально для фильма, так и лицензированные песни на русском языке.
«Майор Гром: Чумной Доктор» получил неоднозначные, однако по большей части умеренно-положительные отзывы критиков: было отмечено общее высокое качество проделанной работы, качество съёмки, визуальная составляющая, игра актёров первого плана, хорошо прописанный сценарий, но при этом фильм подвергся критике за клишированность и вторичность сюжета. Некоторые рецензенты посчитали, что «Майор Гром» несёт в себе посыл, содержащий упрёк в сторону российской оппозиции и восхваление полиции, но с этим мнением согласились далеко не все журналисты, сами авторы опровергали эти обвинения в нескольких интервью. Картина слабо выступила в прокате: при бюджете в 640 млн рублей ей удалось собрать только 328 млн рублей в СНГ. Тем не менее, фильм хорошо показал себя на онлайн-платформах Netflix и «Кинопоиск», где после выхода попал в лидеры по количеству просмотров. Таким образом, фильм вошёл в топ-10 Netflix по просмотрам в 64 странах мира, из них в 14 странах вырвался в лидеры по просмотрам. Неудача с кинотеатральным релизом, а также успех на «Кинопоиске» и Netflix мотивировали Bubble Studios пересмотреть формат выпуска своих последующих проектов. Так, благодаря стратегическому сотрудничеству с «Яндексом», в студии решили снимать и выпускать последующие фильмы сразу для стриминговых платформ и онлайн-кинотеатров.

### «Гром: Трудное детство». Фильм-приквел (2022)
18 декабря 2021 года на фестивале Bubble Comics Con киноподразделение издательства анонсировало новый фильм о приключениях Игоря Грома — «Гром: Трудное детство». Согласно сюжету картины, Константин Гром, отец Игоря Грома, вместе с Фёдором Прокопенко охотится за боссом криминального мира Петербурга, известным как Анубис. Параллельно Игорь со своим лучшим другом Игнатом ищут способ быстро заработать много денег, из-за чего дети ввязываются в сомнительные авантюры. Приквел, как и «Чумного Доктора», снимал режиссёр Олег Трофим, а за сценарий отвечали Евгений Федотов, Екатерина Краснер и Артём Габрелянов. Съёмки «Трудного детства» начались в марте 2022 года в центре Санкт-Петербурга и завершились в апреле. 5 июня 2022 года создатели фильма показали первый тизер-трейлер, а также раскрыли актёрский состав проекта: роль юного Игоря Грома досталась Каю Гетцу, а его отца — Сергею Марину. Создатели пообещали, что фильм более полно раскроет предысторию персонажей «Чумного Доктора». В отличие от предыдущего полнометражного фильма, «Трудное детство» вышло сразу на онлайн-кинотеатре «Кинопоиск» в начале 2023 года, минуя тем самым кинотеатральный релиз.

### Будущие адаптации (2025—настоящее время)

#### «Фурия». Первый игровой сериал (2026)
После выхода двух фильмов о майоре Громе студия продолжила создание кинолент о героях своих комиксов. Так, 1 октября 2021 года состоялся анонс первого в киновселенной Bubble сериала — «Фурия», основанного на линейке комиксов «Красная Фурия». «Фурия» будет снята совместно с «Кинопоиском», а продюсерами сериала выступят Артём Габрелянов, Михаил Китаев и Ольга Филипук. Проект находится на ранних этапах разработки, идёт работа над сценарием и концептами, а режиссёр, как и актёрский состав, ещё не были утверждены. На презентации «Кинопоиска» во время анонса сериала, а затем и на фестивале Bubble Comics Con, авторы объявили, что в сериале от комикса оставят только основную концепцию, сюжет же претерпит значительные изменения. Местом действия станет футуристичная Москва, а Ника Чайкина, главная героиня комикса, будет втянута в войну между преступными бандами столицы. Планируется, что определённую роль в сериале сыграет корпорация Holt International, до этого упоминавшаяся в «Майор Гром: Чумной Доктор», а также состоится камео самого майора Грома в исполнении Тихона Жизневского.

## Фильмография
По данным «Кинопоиска»:

### Киновселенная Bubble
- Майор Гром: Чумной Доктор (2021)
- Гром: Трудное детство (2023)[118]
- Майор Гром: Игра (2024)

#### В разработке
- Майор Гром: Сериал (2025)
- Фурия (2026) — первый игровой сериал[119]
- Бесобой (2026) — полнометражный фильм
- Мироходцы (2027) — игровой сериал
- Майор Гром 3 (2027) — полнометражный фильм
- Экслибриум (2028) — игровой сериал
- Бесобой 2 (2028) — полнометражный фильм
- Время Ворона (2029) — полнометражный фильм, первый кроссовер

### Другое
- Майор Гром (2017)
- Крутиксы (c 2021)